# Oldendorf (Salzhemmendorf)
Oldendorf ist ein Ortsteil des Fleckens Salzhemmendorf. Oldendorf war früher eine eigenständige Gemeinde und wurde durch die Gebietsreform 1973 mit der Gemeinde Salzhemmendorf verschmolzen. Oldendorf hat etwa 1200 Einwohner.

## Geographie

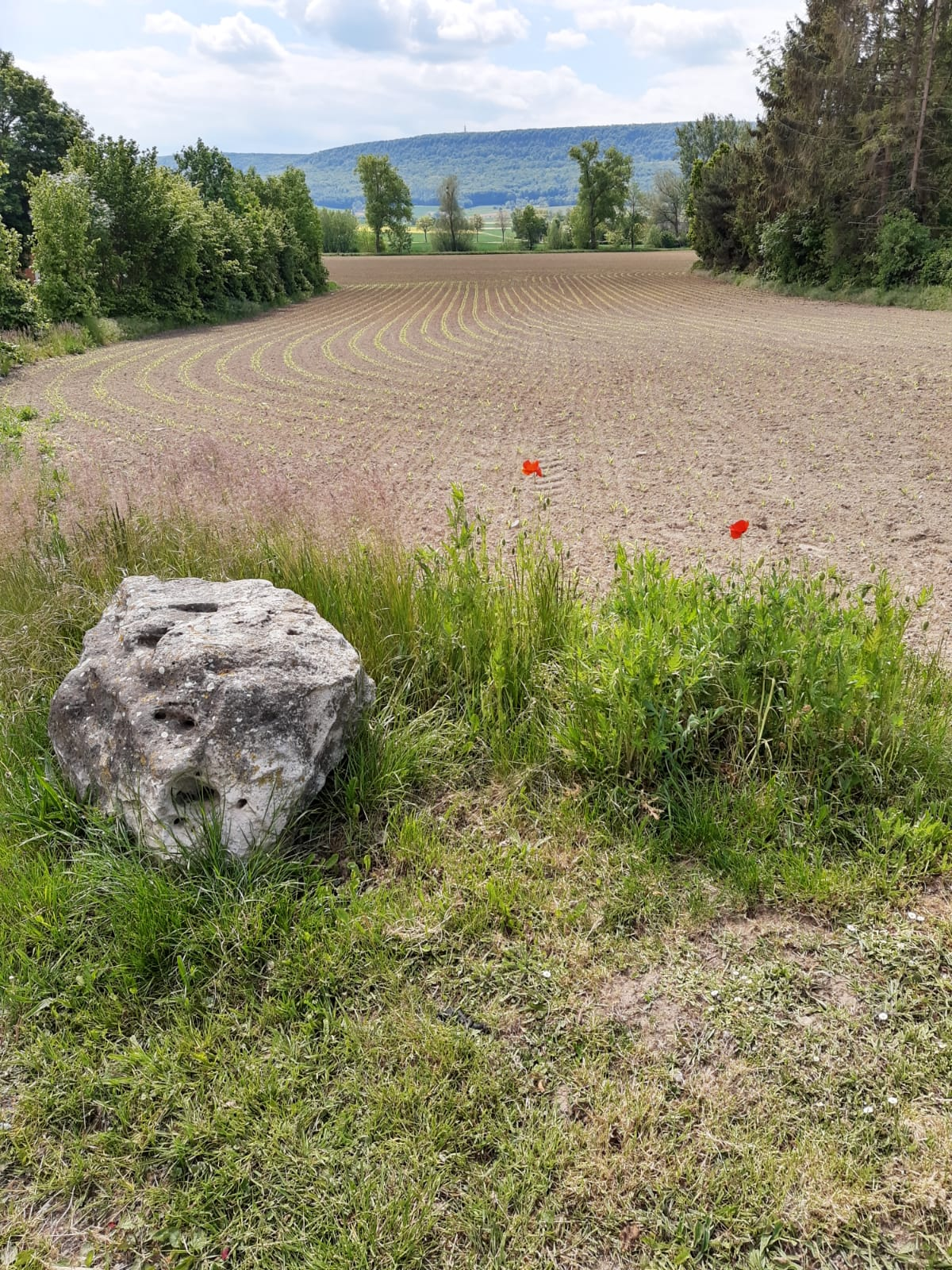
Blick Richtung Saale und Kanstein (Thüster Berg)

Oldendorf liegt innerhalb des Leineberglands im äußersten Osten vom Naturpark Weserbergland Schaumburg-Hameln und ist von den Höhenzügen Osterwald im Norden, Külf im Südosten, Thüster Berg im Süden und Ith im Westen eingerahmt. Durch das Dorf fließt der südwestliche Leine-Zufluss Saale. Zudem führt die B 1 durch den Ort. Diese entspricht dem Verlauf des früheren Hellwegs und der Heerstraße von Aachen nach Königsberg. 

## Geschichte

### Mittelalter
Eine Besiedlung des Ortes wird bereits im fünften Jahrhundert vermutet. Erste Zeugnisse können durch die Erhebung der Kirche „St. Nicolaus“ zur Archidiakonatskirche 815 durch das Bistum Hildesheim hergeleitet werden. Der heute noch bestehende Kirchenbau wurde im 12. Jahrhundert begonnen. Erste urkundliche Erwähnung fand der Ort 1166 durch den Bischof Hermann von Hildesheim als Ahlendorp. 1135 wird bereits ein Eilhard von Ahlendorp (Eilhardus Oldendorpensis) als Archidiakon erwähnt.
Die Herrschaft über den Ort unterlag gelegentlichen Wechseln durch die Vergabe an Untervasallen oder Verkauf oder Verpfändung der Lehen. Hinzu kamen auch gewalttätige Auseinandersetzungen um die Vergabe oder Herausgabe der Herrschaft. 1068 erwirbt das Bistum Hildesheim die Herrschaft über den gesamten Gau durch Schenkung und verpfändet oder belehnt den Besitz mehrfach weiter.
Dadurch fällt der Besitz bis 1144 an die Grafen von Northeim, danach an die Grafen von Spiegelberg. Ansprüche der Edelherren von Homburg auf die Vogtei Lauenstein führen 1228 zu Auseinandersetzungen mit den Spiegelbergern, welche von Friedrich II geschlichtet werden. Im Ergebnis erhielten die Homburger die Herrschaft, übertrugen diese auf die Herzöge von Braunschweig und erhielten das Lehen zurück. Nach dem Aussterben der Homburger 1409 erhoben die Spiegelberger Ansprüche, welche in einer erneuten Fehde mündeten. Nach der Niederlage der Spiegelberger verpfändeten die Braunschweiger Herzöge 1433 die Vogtei an das Bistum Hildesheim. Die Bischöfe vergaben das Lehen jetzt nacheinander an mehrere adelige Familien, darunter die Familie Bock von Nordholz und Heinrich von Saldern.

### Frühe Neuzeit
Vermutlich gegen Ende des Mittelalters wurde der Nachbarort Balmissen aufgegeben und dessen Bewohner siedeln sich in Oldendorf an. Als Ursache kommen sowohl Konflikte wie die Spiegelberger Fehde 1432–1435, die Hildesheimer Stiftsfehde 1519–1523 als auch die einsetzende kleine Eiszeit in Frage. Der Flurname "Todtenacker" soll auf den untergegangenen Ort zurückgehen.
Durch die Hildesheimer Stiftsfehde ging die Herrschaft auch wieder auf die Herzöge von Braunschweig-Lüneburg über und nach dem Aussterben der Wolfenbütteler Linie auf die Herzöge von Calenberg. Dabei wurde die Verwaltungseinheit Amt Lauenstein errichtet.
Die Reformation der Kirchengemeinde erfolgt 1543 durch Anton Corvinus.
Im Verlauf des Dreißigjährigen Krieges ziehen 1625 kaiserliche Truppen unter General Tilly durch das Dorf und vernichten das Pfarrarchiv.
1630 werden die protestantischen Pfarrer vertrieben, 1633 können diese jedoch zurückkehren.
Die Große Glocke der Kirche „St. Nicolaus“ wird 1649 gegossen. Von 1794 bis 1901 war der Pastor der Gemeinde Oldendorf zugleich Superintendent der gleichnamigen Inspektion.
Bei der Verkoppelung im Jahr 1858 gab es in Oldendorf 78 Hofbesitzer. 2019 gibt es noch sechs landwirtschaftliche Betriebe im Ort.

### Industrialisierung bis zur Gegenwart
Der als "Heerstraße" durch den Ort führende Hellweg wird 1815 gepflastert. Die Eisenbahnanbindung erfolgt erst 1875. Der Bahnhof wird nach dem Nachbarort Osterwald benannt.
Begünstigt durch die Verkehrsanbindung erfolgen einige Industrieansiedlungen:
- Angeregt vom wirtschaftlichen Erfolg der Osterwalder Glashütte wird 1852 die Reußesche Glashütte in der Sümpelbreite gegründet. Deren späterer Besitzer Emil Boetticher kauft schließlich auch den Mitbewerber aus Osterwald auf und legt beide Betriebe zusammen. Bis 1926 werden hier Gebrauchsgläser produziert.[9]
- 1874 wird das Kalkwerk Alves & Co. gegründet, welches 1896 in der VOSKA aufgeht und 1958 geschlossen wird.[10]
- Direkt an der Bahn gelegen wird 1875 die Zuckerfabrik eröffnet, welche bis 1919 in Betrieb bleibt.[11]
- Auf dem Gelände der Zuckerfabrik wird 1934 der holzverarbeitende Betrieb Conrad Bock eröffnet.[2] Das Gelände des 1958 stillgelegten Kalkwerkes wird dazugekauft. Der Betrieb wird 1982 geschlossen.[12]
- Auf einem Teil des Geländes wird ein Umschlagzentrum der Spedition Hagedorn eingerichtet.
- Am südlichen Ortsrand, auf dem Gelände der ehemaligen Möbelfabrik Schlüter wird 1988 die Produktionsstätte der LOGOCOS Naturkosmetik AG eingerichtet. Der Betrieb beschäftigte 2019 etwa 300 Arbeitskräfte.[7]

Mit der Annexion Hannovers durch Preußen ändert sich auch die Verwaltungszugehörigkeit des Ortes. Der Landkreis Hameln wird 1885 gegründet. Hier existiert Oldendorf bis zur Gebietsreform 1973 als eigenständige Gemeinde. Danach erfolgte die Eingliederung in die Gemeinde Flecken Salzhemmendorf.

## Politik
- SPD: 3
- Grüne: 1
- CDU: 5

### Ortsrat
Oldendorf hat mit dem Ortsteil Ahrenfeld einen gemeinsamen sechsköpfigen Ortsrat.
Ortsbürgermeister von Oldendorf ist Heiko Wöhler (CDU).

### Wappen
Weiße Kirche mit blauem Hintergrund auf grüner Wiese. Das Wappen zeigt die Kirche St. Nicolai in Oldendorf.

## Kultur und Sehenswürdigkeiten

### Kirche St. Nikolaus
Das Kirchengebäude St. Nikolaus stellt mit seinem Turm aus dem frühen 12. Jahrhundert das älteste Gebäude des Ortes dar. Die romanische Kirche mit Flachdecke wurde aus behauenen, teilweise verklammerten Bruchsteinen errichtet. Der mittlere Teil zwischen Chor und Kirchturm wurde 1468 mit wenigen gotischen Stilelementen neu erbaut, nachdem ein Feuer vermutlich um 1430 diesen Teil zerstört hatte. Die Fenster auf der Nord- und Südseite wurden später in barocker Weise nochmals ersetzt. Die ursprüngliche Gestaltung ist leider nicht überliefert.
Der Innenraum wurde 1591 mit einer aus Holz konstruierten Empore versehen, auf welcher ca. 1740 die Orgel aufgestellt wurde. Im Chor befindet sich ein Hochaltar von ca. 1590. Die Kanzel, ebenfalls aus Holz, steht südlich des Altars.
Das Geläut besteht aus drei Glocken. Die älteste Glocke ist eine der wenigen erhaltenen Glocken in Bienenkorbform, sie wurde um 1150 gegossen. Die Friedensglocke wurde 1649 gegossen, die jüngste Glocke 1966. Die vierte, deutlich kleinere Stundenglocke trägt keine Inschriften, welche auf ein Produktionsdatum schließen lassen. Die drei großen Glocken hängen in einem gemeinsamen Glockenstuhl, die Stundenglocke wurde in einem abgetrennten Raum darüber installiert.
Der erhöht angelegte Kirchhof wird durch eine ebenfalls aus behauenen Bruchsteinen ausgeführten Umfassungsmauer abgetrennt. Hervorzuheben ist dabei der Torbogen aus mehreren Lagen länglicher Sandsteine.

### Steinplattenzäune
Diese Art der Einfriedung besteht aus flachen Steinquadern (vornehmlich Sandstein), welche ähnlich einer Palisade teilweise eingegraben nebeneinander aufgestellt eine Mauer formen. Diese Bauform findet sich in Niedersachsen sehr selten.
Südlich der Kirche in den Straßen Kirchweg und Schulstraße finden sich drei derartige Zäune. Der längste Zaun, welcher den Pfarrgarten umgrenzt, wurde 1989 vollständig renoviert.

## Wirtschaft und Infrastruktur
Im Dorf befinden sich unter anderem der Bahnhof Osterwald, ein praktischer Arzt, ein Zahnarzt, eine Apotheke, ein Supermarkt, eine verlässliche Grundschule mit Ganztagsbetreuungsangebot, Kindergarten, Sporthalle, Sportplatz, Kfz-Werkstatt mit Tankstelle, Gaststätten und Bauunternehmen. Außerdem betreibt die St. Ansgar Kinder- und Jugendhilfe des Bistums Hildesheim eine Jugendwohngruppe in Oldendorf.